# Rodnyie
Pour plus de détails, voir Fiche technique et Distribution.
Rodnyie (Родные) est un film russe réalisé par Ilia Aksionov, sorti en 2021,,.

## Fiche technique
- Photographie : Anton Zenkovitch, Mikhail Soloviov
- Musique : Igor Matvienko
- Décors : Irina Grajdankina, Youliia Feofanova, Severina Nedeltchuk
- Montage : Youri Karikh, Anton Anisimov